# うらじぬの
うらじ ぬの（1989年〈平成元年〉6月13日 - ）は、日本の女優。
千葉県出身。大阪芸術大学舞台芸術学科演技演出コース卒業。劇団子供鉅人所属。所属事務所はレプロエンタテインメント。

## 略歴
千葉県出身。小学生の頃から演劇に興味を持つ。中学入学後は短歌俳句部に所属し、同部の顧問教師が新たに立ち上げた演劇部に加わって地区大会に出場。高校でも演劇部に所属する。大阪芸術大学舞台芸術学科演技演出コースへ進学、先輩の劇団に客演するなどして舞台に立つ。
2015年から2016年にかけてこまばアゴラ演劇学校・無隣館の俳優部2期生として学ぶ。
劇団子供鉅人のオーディション時に見せた「ひとりライオンキング」で劇団員たちのハートを鷲掴みにし入団した。フリーでの活動を経て、オーディションを受けて『組みしだかれてツインテール』（2015年）に客演。さらに『重力の光』（2015年 - 2016年）への客演の後、益山貴司の誘いを受けて2016年2月に劇団子供鉅人に入団する。個性豊かなルックスと演技力によってシリアスからコメディまで演じ分け、小劇場界で引っ張りだこの存在となる。2017年には女子プロレスラーの群像劇『チョップ、ギロチン、垂直落下』で演じたレスラー・マンモス稲子として、大晦日に後楽園ホールで開催されたアイスリボン「RIBBONMANIA2017」にてプロレスデビューも果たす。
2019年にゲスト出演した『フルーツ宅配便』（テレビ東京）でデリヘル嬢役、『猪又進と8人の喪女〜私の初めてもらってください〜』（関西テレビ）で喪女役と個性的なキャラクターを体当たりで演じて異彩を放ち、新たな名バイプレイヤーとして期待を集める。2020年には『病室で念仏を唱えないでください』（TBS）で連続ドラマに初レギュラー出演して存在感を発揮する。これについて、母親が救急の看護師だったこともあって、母に何度も質問したり、母の知り合いをつてに病院を見学して役作りをしていったという。

## 人物
特技は短歌・俳句、ドラム、少林寺拳法。短歌・俳句は小・中学生時代によく投稿しており、投稿文集『ともしび』の常連受賞者。ドラムは大学の音楽系サークルでバンドを組むにあたって打楽器が好きだったことから独学で演奏を始めた。少林寺拳法は、小学生の時に友人に「1人ではいやだから」と誘われて習い始めてはまり、友人がやめた後も高校時代まで続けて黒帯の二段までなった。

## 出演

### 舞台
ゆるゆるユニット pocchi
- 瞑目のパノラマ（2014年、ヒノカサの虜×pocchi合同企画）

劇団子供鉅人
本公演
- 組みしだかれてツインテール（2015年）
- 重力の光（2015年 - 2016年）
- 真夜中の虹（2016年、2018年）
- 幕末スープレックス（2016年）
- マクベス（2017年）
- チョップ、ギロチン、垂直落下（2017年） - マンモス稲子 役
- ハミンンンンンング（2018年）
- SF家族（2019年） - 声の出演
- 不発する惑星（2019年） - 主演・タマキ 役

番外イベント
- 原子と現代（2017年8月、第1回子供部屋）
- とぐろ（2017年12月、第2回子供部屋）
- やくざゴーレム ☆ジャンボ（2018年2月、下北沢路上演劇祭）
- スーパーバレーボーラー球子（2018年5月、ストレンジシード）
- rooms（2018年9月）
- オノマトペプロレス（2018年10月）

ピンク・リバティ
- ふでをならう（2016年）
- 人魚の足（2017年）
- テアトロコント vol.26「不倫旅行」（2018年3月）
- テアトロコント vol.31「私たちの友情」（2018年10月）
- 夕焼かれる（2018年）
- 珠のような眼（2019年4月、うずフェス（仮））
- テアトロコント vol.37「私の眼」（2019年）
- みわこまとめ（2024年）

その他公演
- 農業少女（2012年、劇団ファッジ）
- 御話〜おはなし〜（2015年3月、にびいろレシピ）
- あたらしい憲法のはなし（2015年9月、ままごと）
- シソウ・バイ・アス（2015年12月、ヒノサカの虜）
- 下北沢演劇スイッチ（2016年2月、スイッチ総研）
- 北限の猿（2016年4月、無隣館）
- Ank エドジダイゲキシリーズ#1（2016年6月、キリグス）
- 伊勢原大山”山の日”スイッチ（2016年8月、スイッチ総研）
- メゾンの泡（2017年1月、無隣館）
- がくぶち（2017年3月、ボクチリン）
- 青山スパイラルスイッチ（2017年5月、スイッチ総研）
- 秘密の夜の学校見学会（2017年12月、スイッチ総研）
- 忘れていくキャフェ（2018年4月、財団江本純子）
- 江戸まち たいとう芸術祭 浅草花やしきスイッチ（2018年9月、スイッチ総研）
- 芸術家入門の件（2019年5月、ブルドッキングヘッドロック）
- 夏の日の本谷有希子「本当の旅」（2019年、劇団、本谷有希子）
- リトルサマー（2025年6月公演予定、リトルビット）

### テレビドラマ
- 相棒season13 第7話（2014年12月3日、テレビ朝日）
- 私の愛した家康さま（2017年1月28日、メ〜テレ）
- ドラマ24（テレビ東京）
  - バイプレイヤーズ〜もしも6人の名脇役がシェアハウスで暮らしたら〜（2017年2月17日）
  - 下北沢ダイハード 第9話（2017年9月15日）
  - フルーツ宅配便 第2話（2019年1月18日） - スイカ 役[10][19]
  - 初恋、ざらり（2023年7月8日 - 9月23日） - 田口麻耶 役
- 木曜劇場（フジテレビ）
  - 人は見た目が100パーセント第7話（2017年5月25日）
  - ギークス〜警察署の変人たち〜 第1話（2024年7月4日） - 南佐江 役[20]
- 警視庁捜査一課9係〜season12〜 最終回（2017年6月7日、テレビ朝日）
- ドラマイズム（毎日放送）
  - マジで航海してます。 第4話（2017年7月24日）
  - ロマンス暴風域 第4話・第5話（2022年7月27日・8月3日） - 風子 役
- BS時代劇 赤ひげ 第4話（2017年11月24日、NHK BSプレミアム）
- よるドラ 腐女子、うっかりゲイに告る 第4話・第5話・第7話（2019年4月20日 - 6月8日、NHK総合） - 藤セン 役[21]
- カンテレドラマらぼ 猪又進と8人の喪女〜私の初めてもらってください〜 第1話・第8話（2019年10月24日・12月13日、関西テレビ） - 黒木恵子 役[12]
- 金曜ドラマ 病室で念仏を唱えないでください（2020年1月17日 - 3月20日、TBS） - 長見沙穂 役[13][14]
- 金曜ナイトドラマ（テレビ朝日）
  - 家政夫のミタゾノ 第4シリーズ 第6話（2020年7月10日） - ナナ 役
  - あのときキスしておけば（2021年4月30日 - 6月18日） - 李善善 役[22][23]
  - 魔物 (마물)（2025年4月18日 - 6月13日） - 金原真澄 役[24]
- 知らないのは主役だけ（2020年9月28日、関西テレビ） - 占い師 役[25]
- 逃げるは恥だが役に立つ ガンバレ人類! 新春スペシャル!!（2021年1月2日、TBS）
- ドラマプレミア10 アノニマス〜警視庁“指殺人”対策室〜 第5話（2021年2月22日、テレビ東京）
- 水曜ドラマ ムチャブリ! わたしが社長になるなんて　第3話（2022年1月26日、日本テレビ） - サチコ 役
- 土曜ドラマ9 婚活探偵 第5話（2022年2月5日、BSテレ東） - 江田孝子 役
- EDGE 合コンに行ったら女がいなかった話（2022年10月21日 - 12月23日、関西テレビ） - 山吹りりか 役
- 日曜ドラマ（日本テレビ）
  - ブラッシュアップライフ（2023年1月8日 - 3月12日） - 島本加奈子 役
  - ホットスポット 最終話（2025年3月16日） - 301号室の幽霊 役[26]
- フジ金曜9時 うちの弁護士は手がかかる 第4話（2023年11月3日、フジテレビ） - 岡本 役
- 木ドラ24 チェイサーゲーム W パワハラ上司は私の元カノ（2024年1月9日 - 2月27日、テレビ東京） - 坂本絢香 役[27]
- 連続テレビ小説 虎に翼 第2週・第3週（2024年4月8日 - 19日、NHK） - 笠松まつ 役[28]
- 火曜ドラマ 西園寺さんは家事をしない（2024年7月9日 - 9月17日、TBS） - 小杉亜希 役[29]
- 土ドラ9 相続探偵 第1話（2025年1月25日、日本テレビ） - 跡見双葉 役[30]
- 大河ドラマ べらぼう〜蔦重栄華乃夢噺〜 第15話・第16話（2025年4月13日・20日、NHK） - 町人 役[31]

### 配信ドラマ
- 紺田照の合法レシピ（2018年3月6日配信、AmazonPrimeVideo）
- 向こうの果て(2021年5月14－7月2日　WOWOWオリジナルドラマ  刑務官 役
- 全裸監督2（2021年6月24日 全話配信、Netflix） - 安住みどり 役
- Naokiman HORROR SHOW「視線」（2023年8月19日、DMM TV）[32]
- 晴れたらいいね（2025年1月10日、Amazon Prime Video） - 奥山正子 役[33][注 1]

### 映画
- 月が満ちる時（2014年）
- 笑う招き猫（2017年4月29日）
- ねえこの凹にハマる音をちょうだい（2017年、MOOSIC LAB 2017 長編部門 公式出品作品）
- Red（2020年2月21日） - 棚橋誠子 役[35]
- 彼女来来（2021年、MOOSIC LAB JOINT 2020→2021 出品作品）[36]
- 炎上する君（2023年8月4日） - 梨田 役[37]

### TV
- フジテレビ「痛快TV スカッとジャパン」（2018年4月16日、6月11日、18日、フジテレビ）

### CM
- システナ 「結婚式篇」（2015年）
- パナソニック「ジアイーノ プレゼンツ 橋本マナミの嗅ぐや姫」（2018年、WEB）